# كارل هولتس
كارل هولز (27 ديسمبر 1895 في نورمبرغ - 20 أبريل 1945 في نورمبرغ) كان سياسيًا في الحزب النازي الألماني. وكان غاولايتر من غاو فرانكونيا وري إلى رتبة جروبنفهر في كتيبة العاصفة (SA).

## روابط خارجية
- كارل هولز (النازية) على موقع مونزينجر (الألمانية)